# 身辺警戒員

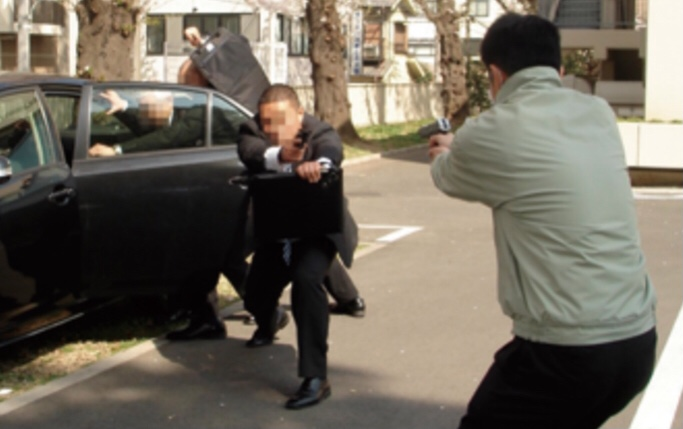
訓練の様子

身辺警戒員（しんぺんけいかいいん、英: Protection Officer, PO）とは、暴力団排除活動関係者を襲撃などの報復措置（いわゆる「お礼参り」）から身辺を保護するための制度である。

## 概要
暴力団排除条例施行で全国的に暴力団排除の機運が高まるなか、福岡県を中心に暴力団排除活動の関係者が拳銃や手りゅう弾で襲撃される事件が発生したことを受けて、警察庁は保護対策実施要綱を改正した。身辺警戒員は、暴力団員から危害を加えられる恐れのある人物を対象に24時間体制で身辺警護を実施している。
具体的には、暴力団との取引を断った企業関係者や暴力団排除活動関係者らのほか、暴力団関係者の刑事裁判にかかわった裁判員も保護対象者に含まれる。警戒員は暴力団捜査を担当する組織犯罪対策課や所轄警察署などから指定され、自宅や勤務先の警戒や移動に付き添うほか、必要に応じて24時間体制での警護も実施している。
各都道府県には保護対象者の選定や保護計画の策定を担当する「保護対策官」も配置され、保護対象者の身辺警戒を実施するため、全国の警察が連携している。保護対策官は、保護対象者が他の県などに移動する際は、現地の警察本部に速やかに連絡することで身辺警戒に漏れがないよう徹底する。
福岡県警察は2011年12月21日、暴力団対策身辺警戒隊を設置した。福岡県内で多発する企業などを狙った発砲事件や改正県暴力団排除条例の成立を受けて新設されたもので、福岡県内にいる数百人の保護対象者以外でも必要に応じて出動する。警戒隊は組織犯罪対策課などの計数十人が兼務していた。2013年3月28日、県警は警戒隊を改組して「保護対策室」を約110人体制で発足させ、対象者の選定を行う保護企画係や警護を行う襲撃抑止対策係なども設置した。専門組織としては全国最大規模であり、対策室は警護に加えて暴力団内部から得た情報から脅迫や傷害などの過去の事件も捜査する。福岡県内においては、民間人のみならず暴力団関連事件に関わった司法関係者に対しても警護対象となっている。また、公人としては福岡県知事や福岡市長などが警護対象となっている。

## 装備
警戒員の武器は拳銃である。警戒員が装備する拳銃は回転式のほか、自動式拳銃も確認されている。報道によれば、警戒員は回転式拳銃を手にセダン型警察車両から身を乗り出して周辺を警戒し、警視庁警備部警護課のSPと同様に防護板を展開する警戒員も確認されている。
拳銃以外の装備として、特殊警棒や手錠を腰周りに携行している。警戒員が携行するアタッシュケースの中には、防具として折り畳み式の防弾盾が仕込まれており、被襲撃時には保護対象者の周りで防護板を展開することで、銃弾や刃物から守るとされている。
暴力団捜査に使用する捜査車両の一部には防弾加工が施された車両も全国的に配備され、身辺警戒にも使用されている。これはかつて暴力団事務所付近で警戒中の捜査車両が敵対する暴力団員と間違われ、捜査員が射殺される事件を受けてのことである。